# Parc national de Capitol Reef
Vous lisez un « bon article » labellisé en 2010.
Le parc national de Capitol Reef (en anglais : Capitol Reef National Park) est un parc national américain situé au centre de l'État de l'Utah.
D'une superficie proche de 979 km2, le parc est célèbre pour ses formations géologiques composées de roches colorées âgées de dizaines de millions d'années. Le parc est constitué de zones élevées et semi-arides, plusieurs arches naturelles, et est caractérisé par un important plissement monoclinal de la croûte terrestre en partie mis à nu par l'érosion. Le nom Capitol Reef (littéralement « le récif du Capitole ») provient de la forme monumentale de certaines roches issues d'un ancien récif corallien présent à cet endroit il y a plusieurs millions d'années, lorsque la zone était recouverte par une mer.
Le milieu naturel se caractérise essentiellement par de nombreuses espèces animales et végétales pouvant résister à un climat semi-aride. Néanmoins, les zones plus humides à proximité des rivières et aux altitudes plus élevées sont également colonisées par des espèces plus adaptées à ces milieux.
Les régions environnantes du parc sont habitées par des peuplades amérindiennes de la culture Fremont entre les VIIe et XVIIe siècles, puis par des Amérindiens Païutes et Utes qui y limitent leurs activités à la chasse et la cueillette. Les premiers explorateurs européens parviennent au sud de l'Utah à la fin du XVIIIe siècle et les premiers colons, des mormons, s'y installent après 1875.
Le 18 décembre 1971, Capitol Reef devient un parc national. Les membres du personnel du National Park Service ont depuis pour mission de protéger les richesses géologiques, naturelles et culturelles tout en accueillant et en sensibilisant les centaines de milliers de touristes qui visitent le parc chaque année.

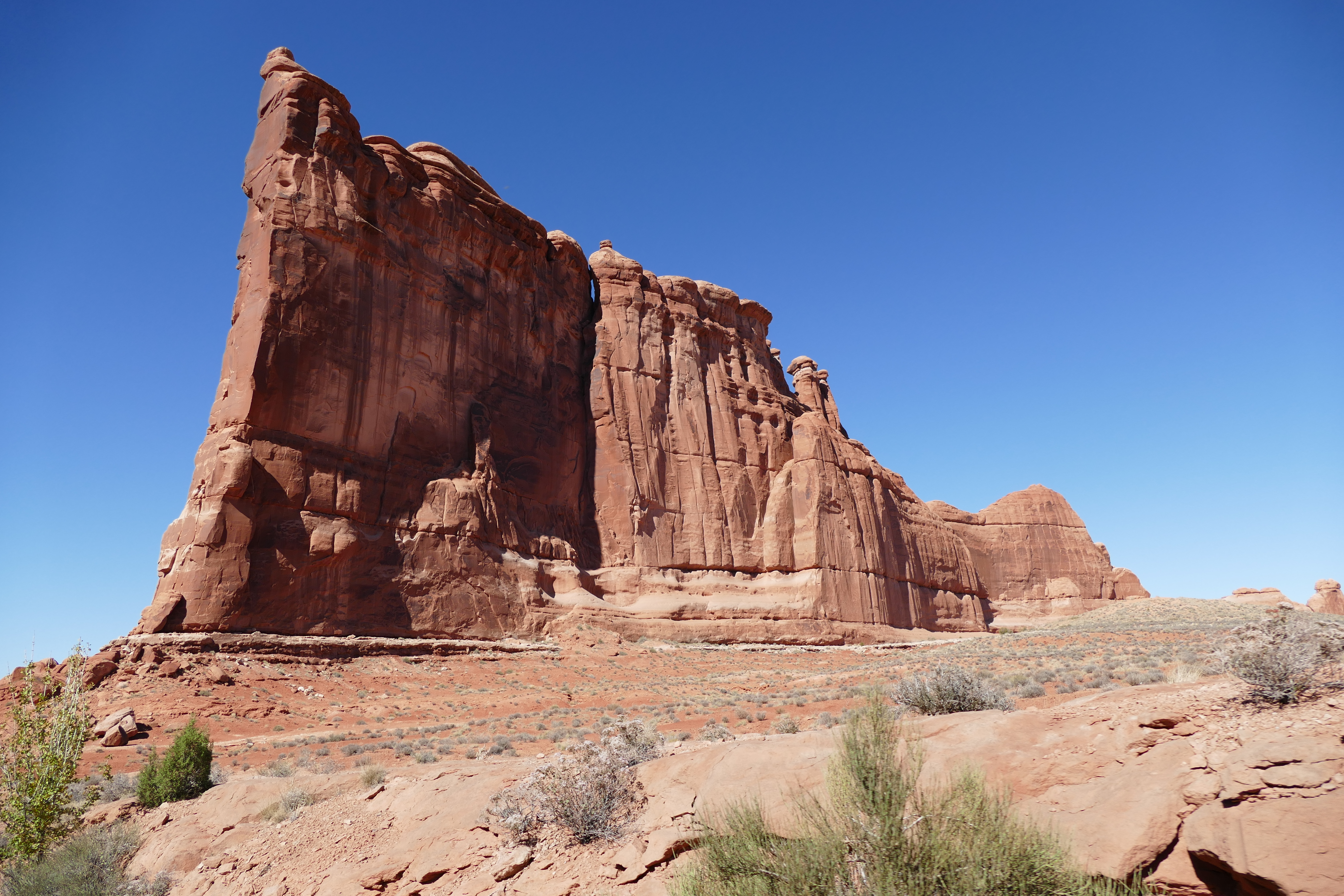
Cathedral Valley Capitol Reef National Park

## Géographie

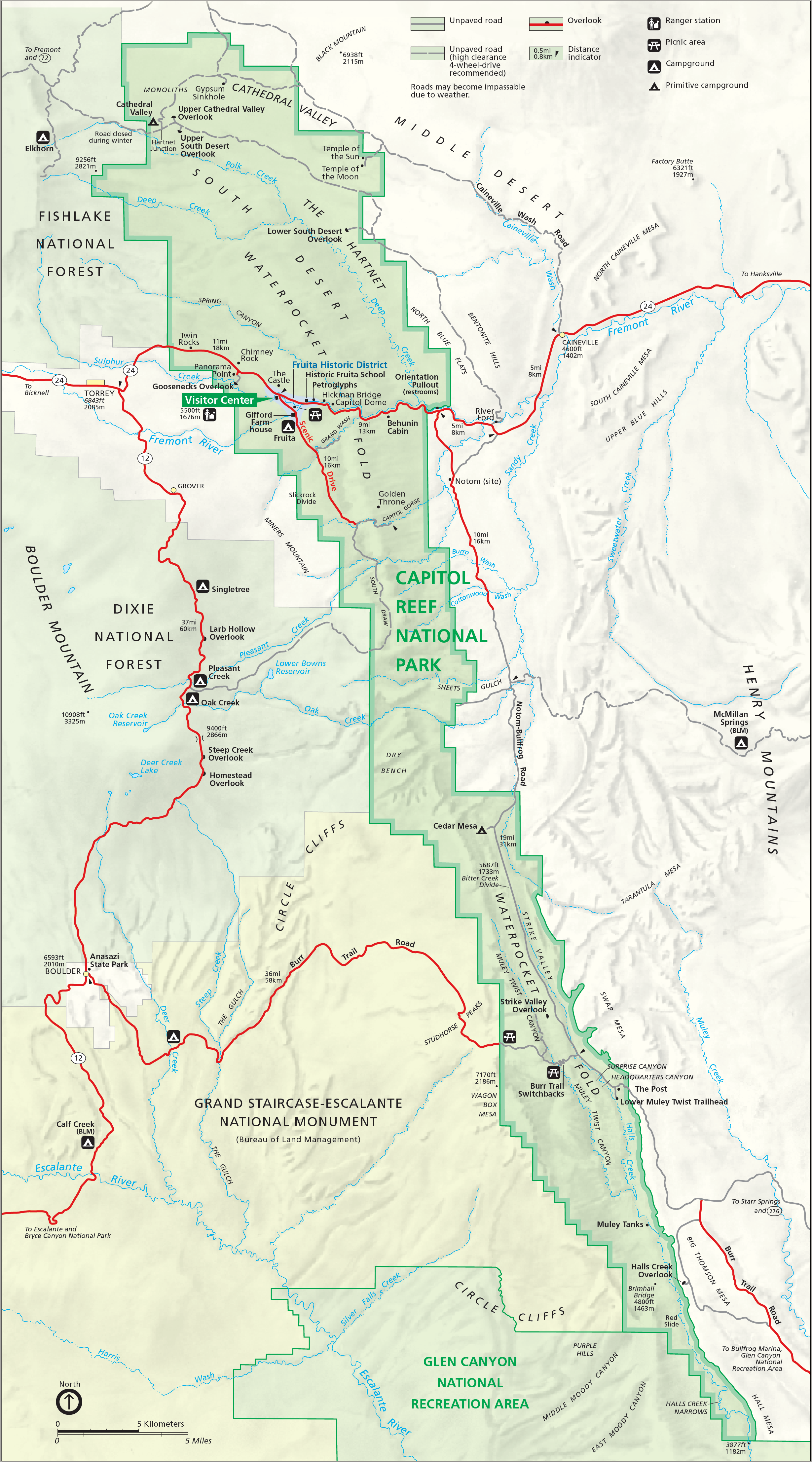
Carte du parc.

Situé au centre de l'État de l'Utah, le parc s'étend sur les territoires des comtés de Wayne, de Garfield, d'Emery et de Sevier. Les métropoles les plus proches sont Las Vegas à plus de 500 km au sud-ouest, Salt Lake City à plus de 500 km au nord-ouest, et Denver à plus de 600 km au nord-est. Malgré son isolement, le parc est toutefois facilement accessible au départ des Interstate 15 et Interstate 70. D’une superficie totale de 978,95 km2, le parc s’étend sur environ 110 km du nord au sud, alors que sa largeur varie entre 2 et 20 km d'est en ouest. Son nom, qui pourrait se traduire par « récif du Capitole », provient d’un endroit très accidenté au sein du Waterpocket Fold et dont la forme monumentale rappelle un capitole qui aurait été construit dans des roches issues d'anciens récifs fossilisés.

### Relief

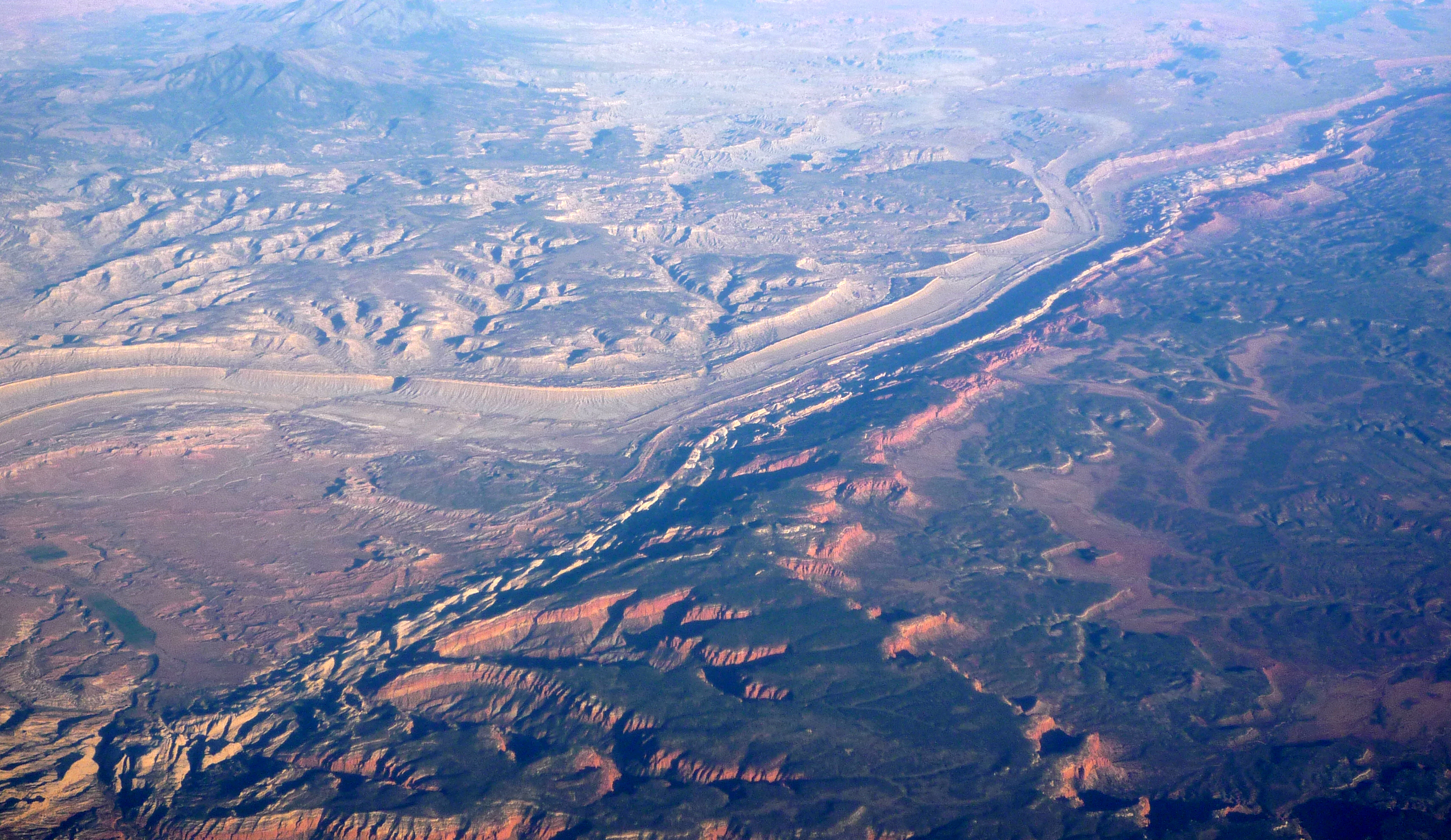
Waterpocket Fold.

Le point culminant du parc atteint 2 516 mètres au niveau de Cathedral Valley tandis que le point bas ne dépasse pas 1 209 mètres d'altitude au sud du parc le long du ruisseau Halls Creek.
Toute la région appartient à la partie occidentale du plateau du Colorado, célèbre pour ses roches rougeâtres soumises à l’érosion présentes dans tous les parcs nationaux des environs. Capitol Reef est situé plus précisément en contrebas de la frontière orientale du sous-plateau d'Aquarius qui culmine à 3 449 mètres au niveau de Boulder Mountain,,.

### Climat
La région est à la limite des climats continental humide de type Dfb et semi-aride de type Bsk selon la classification de Köppen. Le climat présente des hivers assez froids et des étés relativement chauds. Le record de température minimale est de −27 °C, alors que le record de température maximale est de 36 °C. Des gelées peuvent se produire une grande partie de l'année bien que celles-ci soient habituellement absentes d'avril à octobre,.

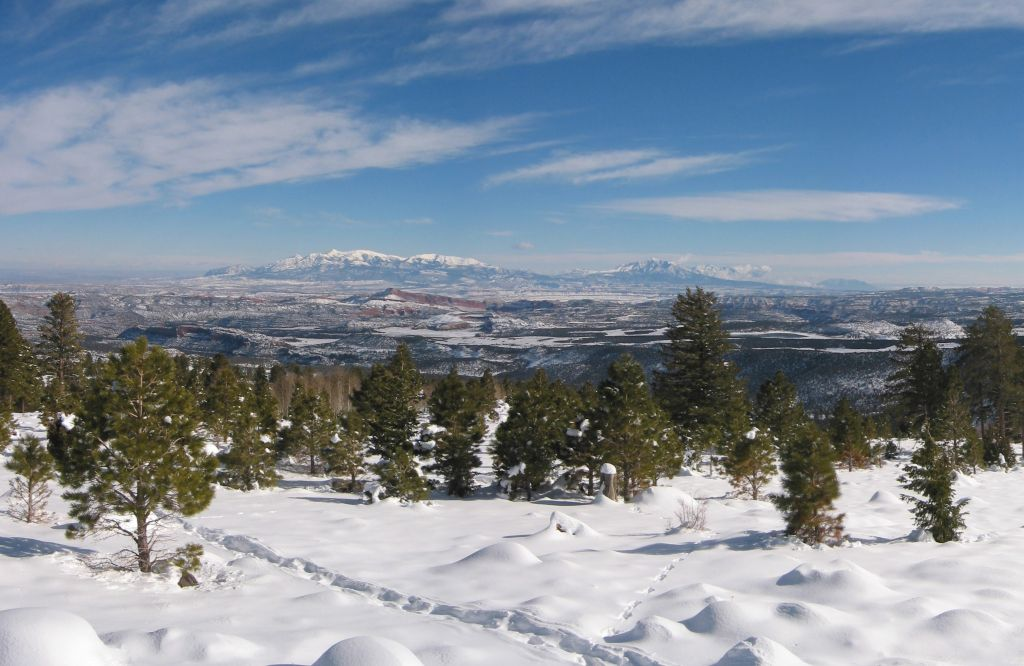
Les hivers peuvent être rudes dans la région du parc.

Les précipitations sont peu importantes dans le parc. L’humidité provenant surtout de l’océan Pacifique est stoppée au niveau de la chaîne montagneuse de la Sierra Nevada située plus à l’ouest. Les zones de faible altitude comprises entre la Sierra Nevada et le parc, qui font partie du Grand Bassin, présentent les conditions d'un désert d’abri. Grâce à une altitude plus élevée, le parc reçoit un peu plus de précipitations que les basses plaines désertiques mais cela reste inférieur à des zones situées à des altitudes encore plus élevées, comme celle du proche parc national de Bryce Canyon. Le mois de juin est le moins pluvieux, alors que le mois d'août est le plus arrosé. L'été est en effet marqué par la mousson nord-américaine présente dans les régions désertiques du centre des États-Unis et qui se distingue du phénomène asiatique du même nom. Les pluies sont bien moins abondantes mais sont régulières les après-midis durant le mois d'août. Les petits canyons peuvent ainsi être très rapidement inondés par d'intenses coulées de boue. En raison des basses températures, une partie des précipitations peut prendre la forme de neige en hiver.
| Mois                                       | Janv | Fév  | Mars | Avr  | Mai  | Juin | Juil | Août | Sept | Oct  | Nov  | Déc  | Année      |
| ------------------------------------------ | ---- | ---- | ---- | ---- | ---- | ---- | ---- | ---- | ---- | ---- | ---- | ---- | ---------- |
| Record des températures maximales (°C)     | 17   | 21   | 23   | 28   | 32   | 36   | 36   | 35   | 32   | 28   | 21   | 18   | 36 (2002)  |
| Températures maximales moyennes (°C)       | 5    | 7    | 12   | 16   | 21   | 27   | 29   | 28   | 24   | 18   | 10   | 6    | 17         |
| Températures minimales moyennes (°C)       | -8   | -6   | -2   | 2    | 6    | 11   | 15   | 14   | 10   | 4    | -3   | -7   | 3          |
| Record de température minimale (°C)        | -27  | -27  | -18  | -13  | -7   | -2   | 4    | 1    | -4   | -16  | -18  | -24  | -27 (1989) |
| Moyennes mensuelles de précipitations (mm) | 24,4 | 23,1 | 25,9 | 12,4 | 19,6 | 8,4  | 26,9 | 38,1 | 30,5 | 30,7 | 20,1 | 14,7 | 274,8      |

### Hydrographie

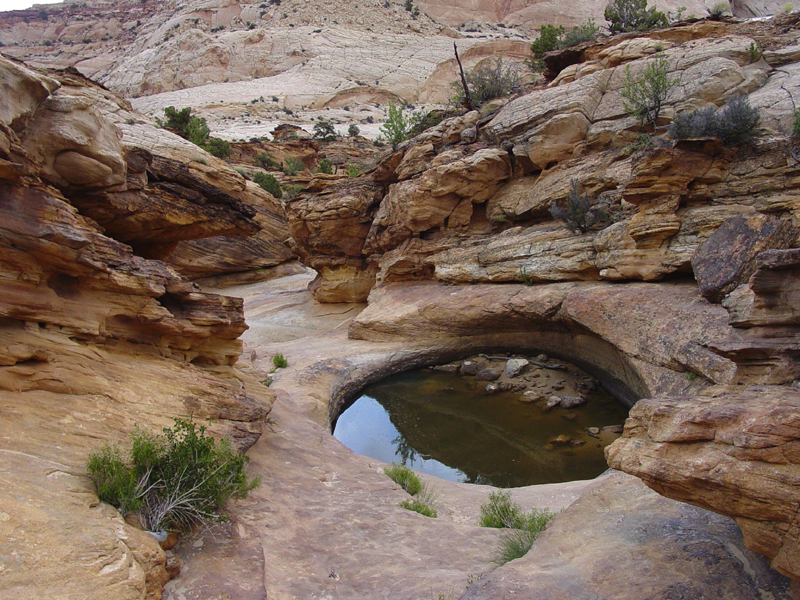
Une poche d'eau dans le parc.

L'entièreté du parc appartient au bassin hydrographique du fleuve Colorado. Les ruisseaux de la partie septentrionale du parc se jettent dans la rivière Fremont qui traverse le parc d'ouest en est avant de rejoindre la rivière Dirty Devil, un affluent du fleuve Colorado. Au sud du parc s'écoule le Halls Creek dont les eaux rejoignent également le fleuve Colorado au niveau d'un canyon occupé par le lac Powell.
Ce dernier, qui prend sa source dans les montagnes Rocheuses, s'écoule en direction du sud-ouest pour terminer sa course dans le golfe de Californie au Mexique, après avoir parcouru près de 2 250 km,,. Les nombreuses poches d'eau (anglais : waterpocket) creusées dans les roches et disséminées dans le parc ont donné leur nom au Waterpocket Fold.

## Géologie

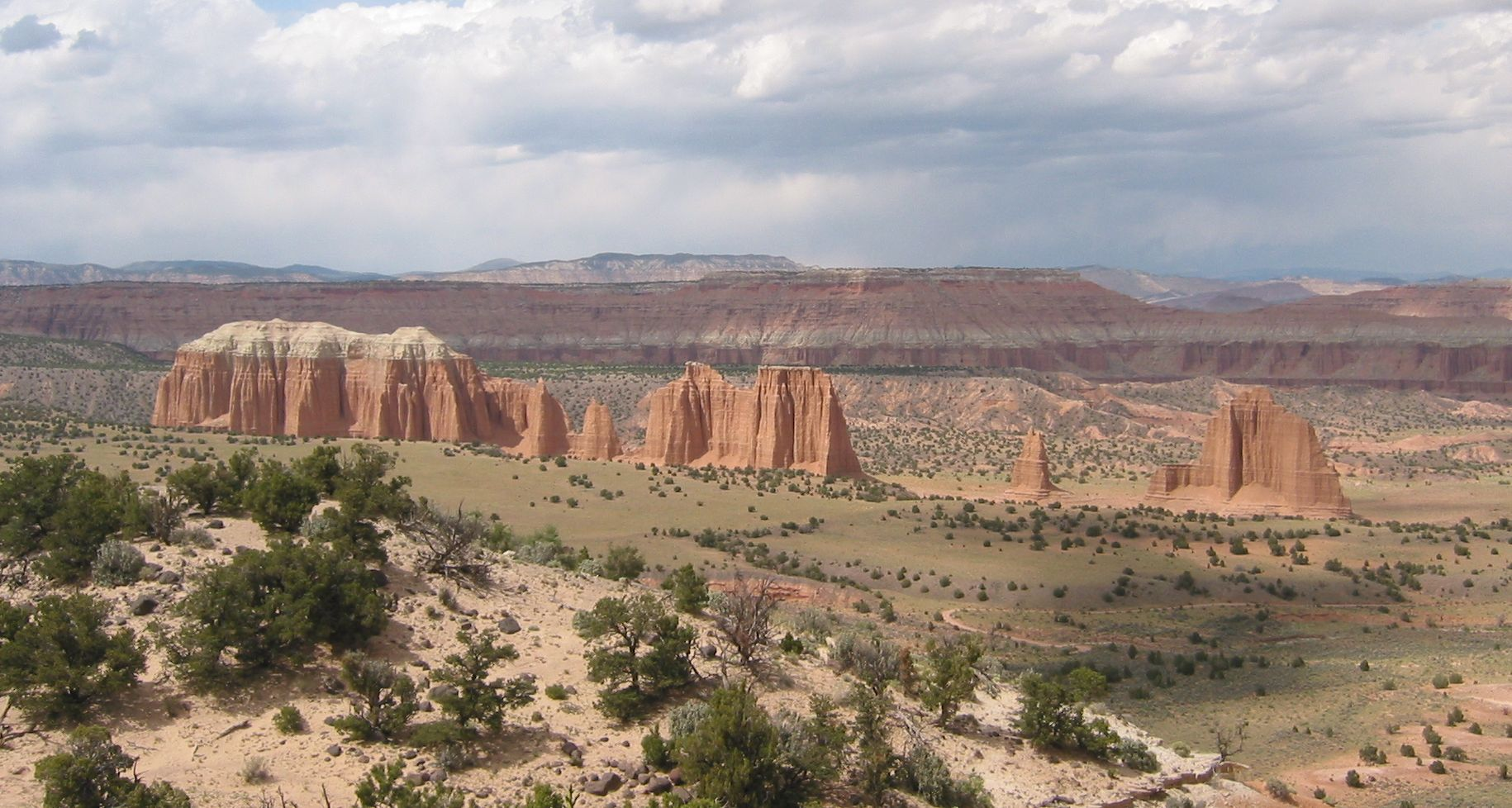
Cathedral Valley.

L’histoire géologique de Capitol Reef se caractérise par de nombreux dépôts sédimentaires qui datent du Permien (270 millions d'années) jusqu'au Crétacé (80 millions d'années). L’étude des roches indique que la région est alors successivement recouverte par des mers, des marais ou des déserts.
Durant le Permien, l’Utah se situe au fond d’une mer chaude localisée près de l’équateur. Par la suite, en raison de la dérive de la plaque tectonique nord-américaine, la région se dirige vers le nord et son climat devient tropical. La région est à ce moment recouverte par des marais où poussent des arbres sous un climat chaud et humide. La plaque nord-américaine continue sa course vers le nord et le milieu devient de plus en plus aride. La région est alors recouverte par d’importants déserts. Ce sont les dépôts de sables de cette période qui sont par exemple à l’origine du grès de Navajo dont la couleur rougeâtre symbolise les paysages géologiques de la région. C’est entre autres dans ces roches que se sont formées des arches naturelles visibles dans tout l’Utah. Par la suite, la région s’enfonce et est recouverte par un immense chenal surnommé « Voie maritime intérieure de l'Ouest » où de nouveaux dépôts sédimentaires s’accumulent.
La géologie de la région se caractérise finalement par la formation d’un plissement de la croûte terrestre sur près de 160 km que l’on dénomme Waterpocket Fold. Ce plissement apparaît il y a entre 70 et 50 millions d’année lors du soulèvement de toute la région durant l'orogenèse laramienne. Les roches issues des sédiments précédemment déposés sont mises à nu, déformées et en partie érodées au fil du temps.
Parmi les trésors géologiques visibles dans le parc se trouve la Cathedral Valley (littéralement « Vallée cathédrale »). Située dans le nord-ouest du parc, elle tient son nom de blocs imposants de roches rouges et blanches dont les formes font penser à des cathédrales bâties par l’Homme.

## Milieu naturel
Le parc national est situé à l'ouest du plateau du Colorado, à la limite des déserts froids d'Amérique du Nord et de la cordillère occidentale des montagnes boisées du nord-ouest qui forment deux écorégions distinctes selon l'Agence de protection de l'environnement des États-Unis, et plus précisément le Colorado Plateaus et la Wasatch and Uinta Mountains, plus humide, qui permet une flore plus verte et haute,,. Les écorégions du WWF sont plus vastes et moins précises : il situe le parc dans l'écorégion Plateau de broussailles du Colorado. Le parc accueille plus de 900 espèces de plantes et plus de 300 espèces de vertébrés.

### Flore

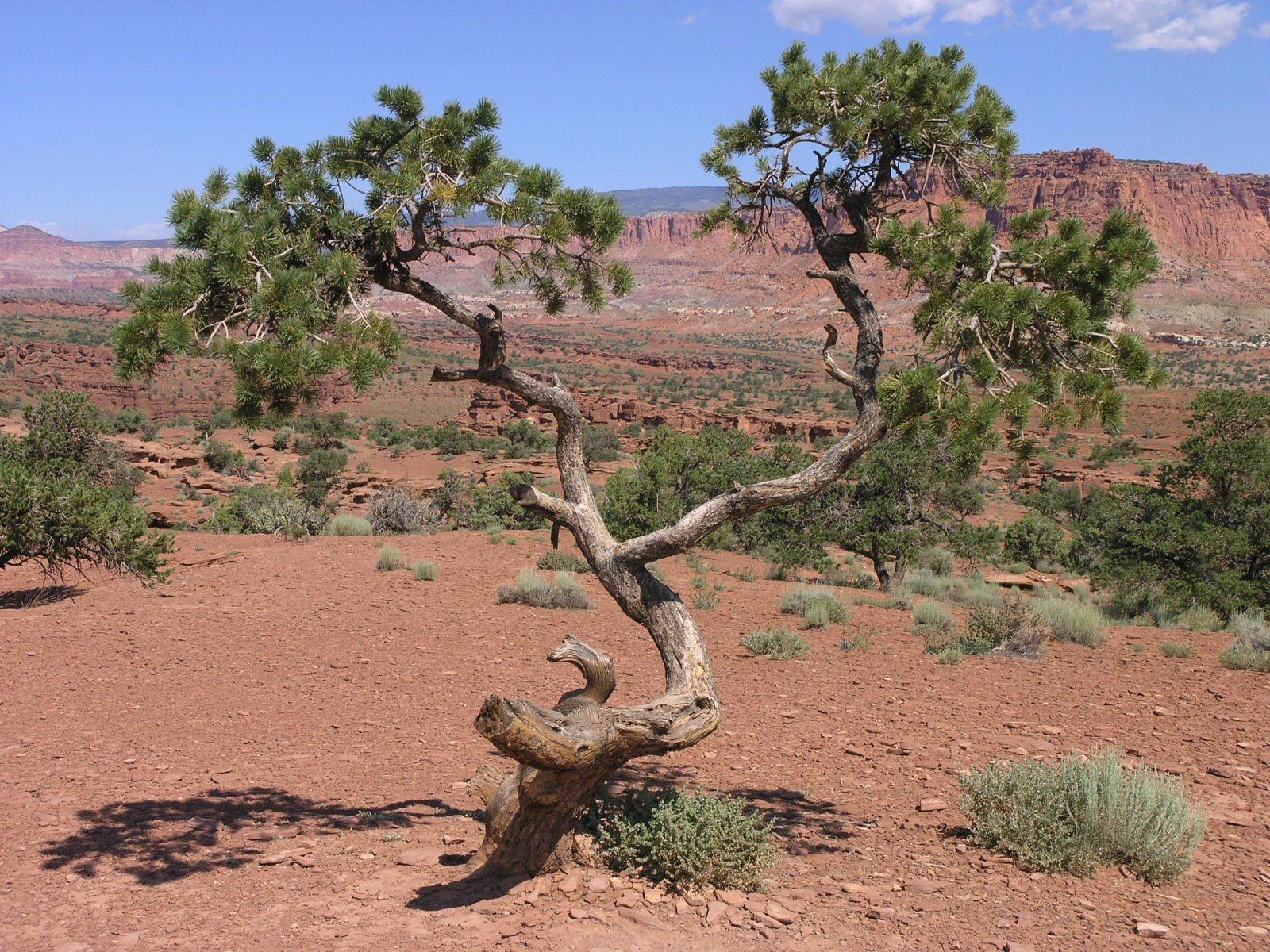
Pin à pignons (Pinus edulis).

Parmi les arbres présents dans le parc se trouvent le Peuplier faux-tremble (Populus tremuloides), le Pin ponderosa (Pinus ponderosa), l’Amélanchier à feuilles d'aulne (Amelanchier alnifolia) et ses baies comestibles mais aussi le Pin à pignons (Pinus edulis) et le Genévrier de l’Utah (Juniperus osteosperma)
Les graminées sont communes avec le Boutelou gracieux (Bouteloua gracilis), la Stipe à glumes membraneuses (Stipa hymenoides) et Hilaria jamesii. Les buissons sont représentés par l’Arroche dense (Atriplex confertifolia), l’Armoise tridentée (Artemisia tridentata), la Bigelovie puante (Chrysothamnus nauseosus) et le Sarcobatus vermiculé (Sarcobatus vermiculatus). Certaines plantes appartiennent à des espèces menacées comme Cymopterus beckii et Schoenocrambe barnebyi. Le parc protège aussi le tiers des plantes connues de l’espèce Sclerocactus wrightiae, le quart de Gilia caespitosa, la moitié d’Erigeron maguirei et la totalité d’Astragalus harrisonii.

### Faune
Les mammifères sont représentés par le Cerf hémione (Odocoileus hemionus), l'Ours noir (Ursus americanus), le Puma (Puma concolor), le Renard gris d'Amérique (Urocyon cinereoargenteus), le Castor canadien (Castor canadensis), le Porc-épic d'Amérique (Erethizon dorsatum), le Gaufre de Botta (Thomomys bottae) mais aussi la Musaraigne du désert (Notiosorex crawfordi), la Chauve-souris pygmée (Myotis leibii), la Chauve-souris blonde (Antrozous pallidus), le Bassaris rusé (Bassariscus astutus), l'Hermine (Mustela erminea), la Moufette tachetée du Mexique (Spilogale putorius), la Marmotte à ventre jaune (Marmota flaviventris), l'Écureuil terrestre doré (Citellus lateralis), le Tamia du Colorado (Tamias quadrivittatus), le Rat kangourou d'Ord (Dipodomys ordii), le Lièvre de Townsend (Lepus townsendi) et le Néotoma du désert (Neotoma lepida). Le Chien de prairie de l'Utah (Cynomys parvidens), qui est présent dans le parc, appartient à la liste des espèces menacées.

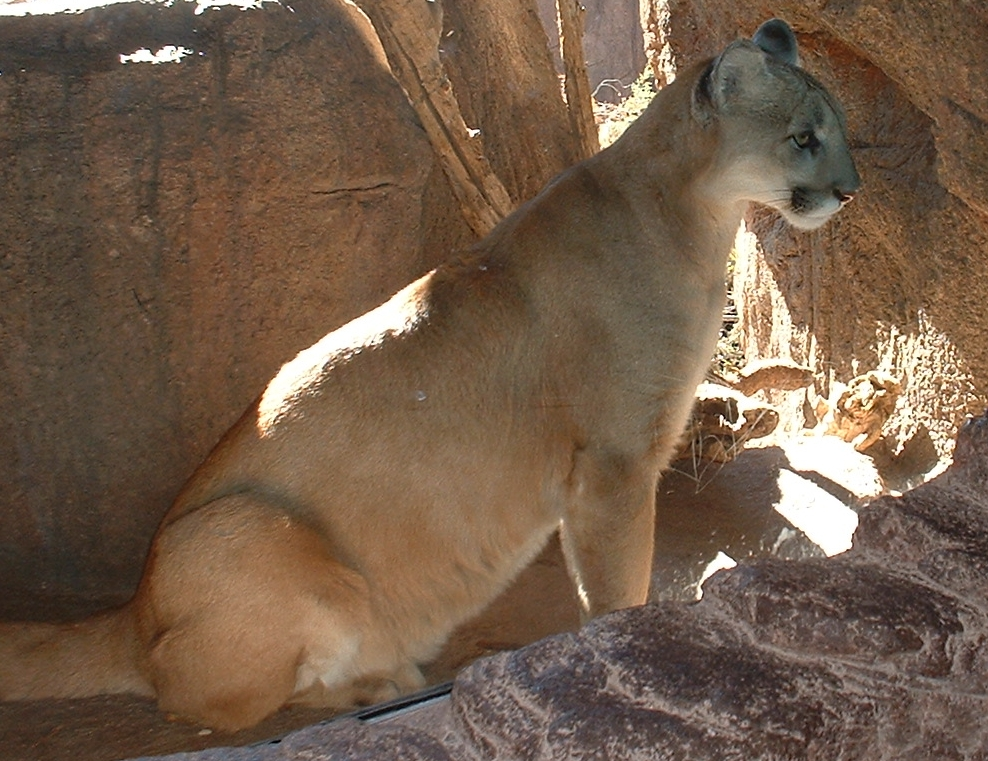
Puma.
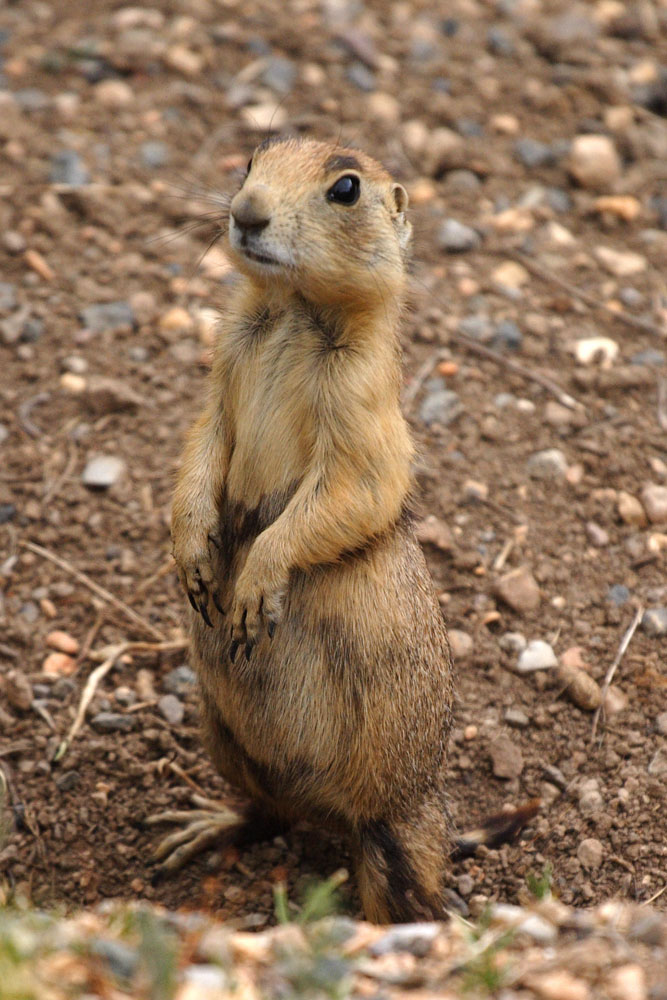
Chien de prairie de l'Utah.
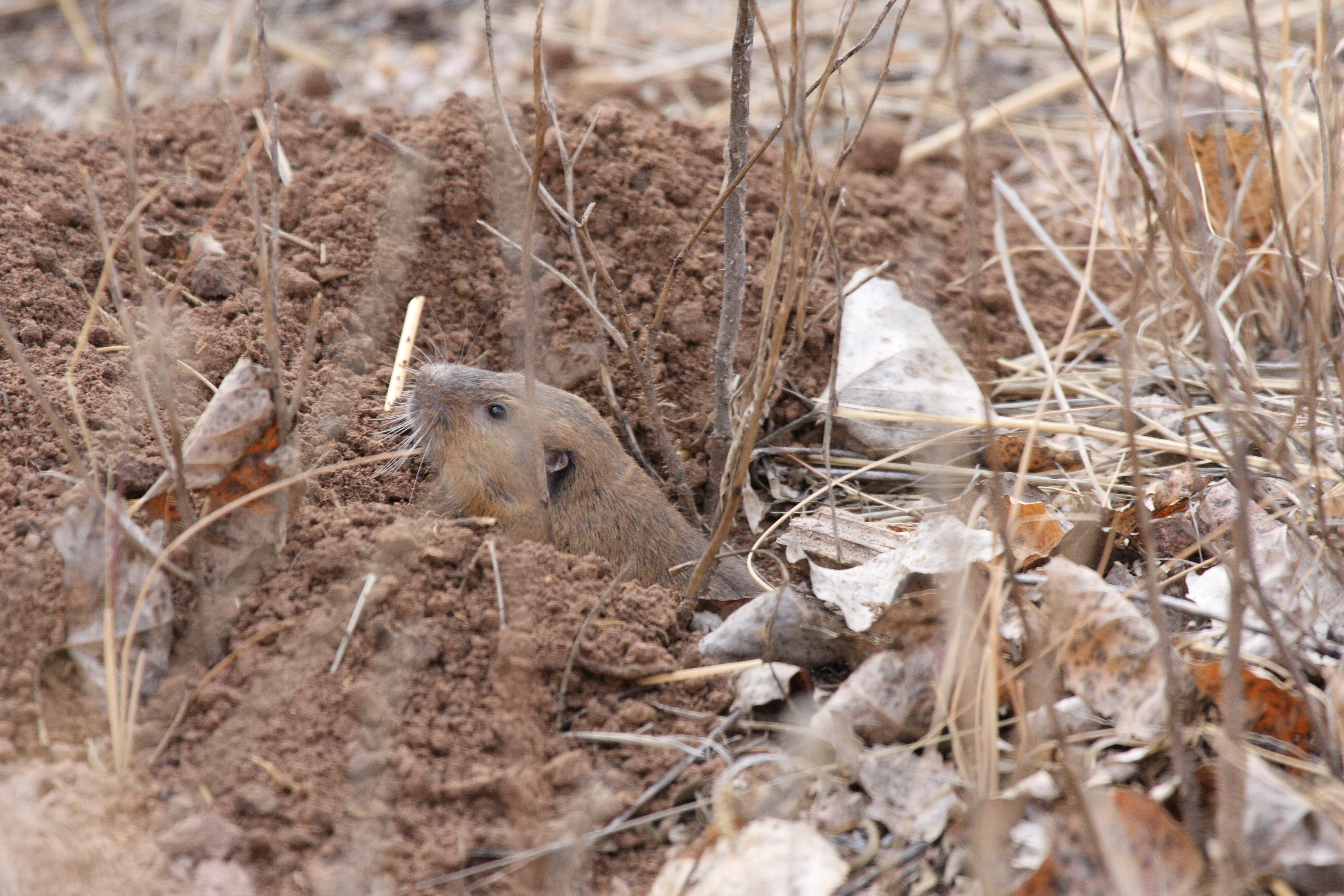
Gaufre de Botta.

De nombreux oiseaux résident en permanence dans la région du parc national tandis que d'autres ne font que passer durant leur migration. Les oiseaux les plus communs du parc sont le Crécerelle d'Amérique (Falco sparverius), la Perdrix choukar (Alectoris chukar), la Tourterelle triste (Zenaida macroura), le Martinet à gorge blanche (Aeronautes saxatalis), le Colibri à gorge noire (Archilochus alexandri), le Colibri à queue large (Selasphorus platycercus), le Colibri roux (Selasphorus rufus), le Pic flamboyant (Colaptes auratus), le Pic à nuque rouge (Sphyrapicus nuchalis), le Tyran de l'Ouest (Tyrannus verticalis), le Troglodyte des canyons (Catherpes mexicanus), l'Alouette hausse-col (Eremophila alpestris), l'Hirondelle à ailes hérissées (Stelgidopteryx serripennis), le Geai des pinèdes (Gymnorhinus cyanocephalus), la Mésange des genévriers (Baeolophus ridgwayi), le Gobemoucheron gris-bleu (Polioptila caerulea), le Merle d'Amérique (Turdus migratorius), la Paruline à croupion jaune (Dendroica coronata), l'Oriole de Baltimore (Icterus galbula) et le Carouge à épaulettes (Agelaius phoeniceus).

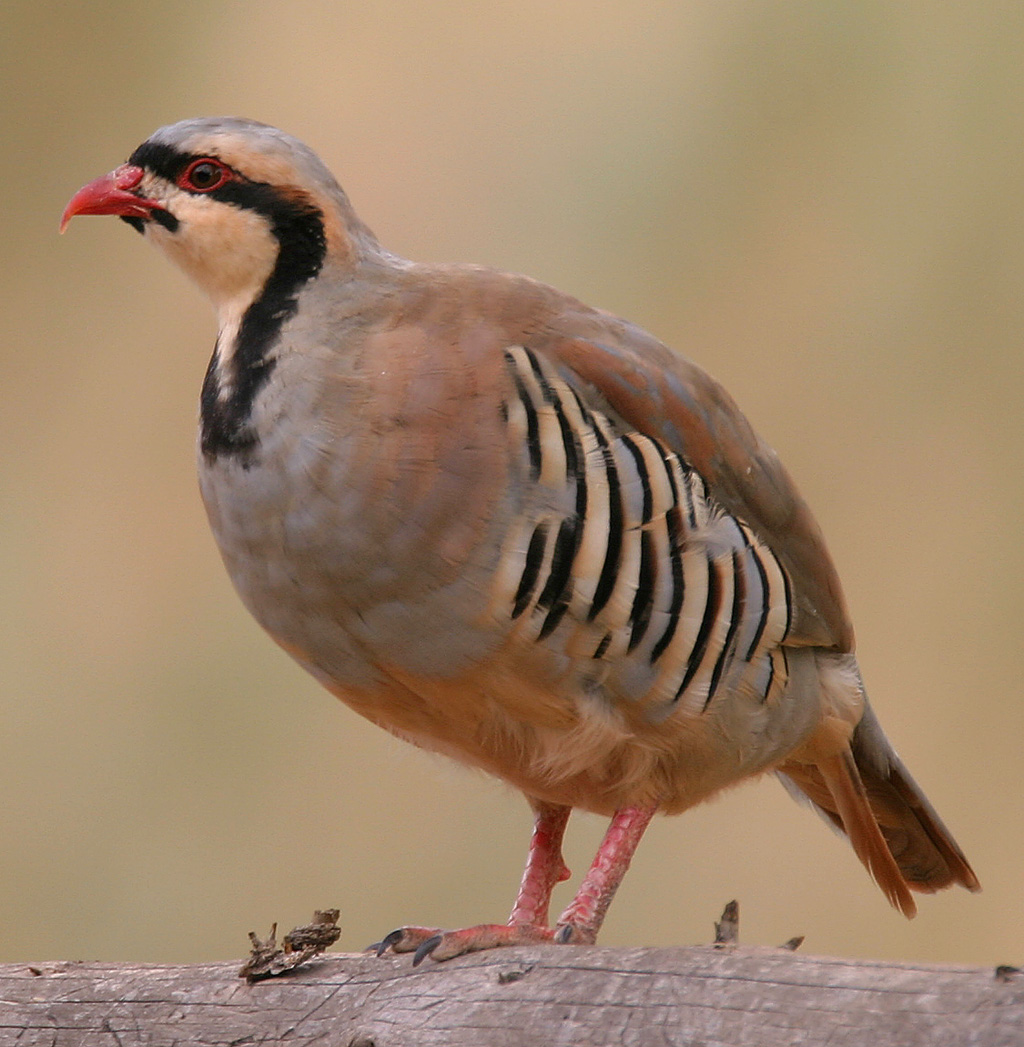
Perdrix choukar.
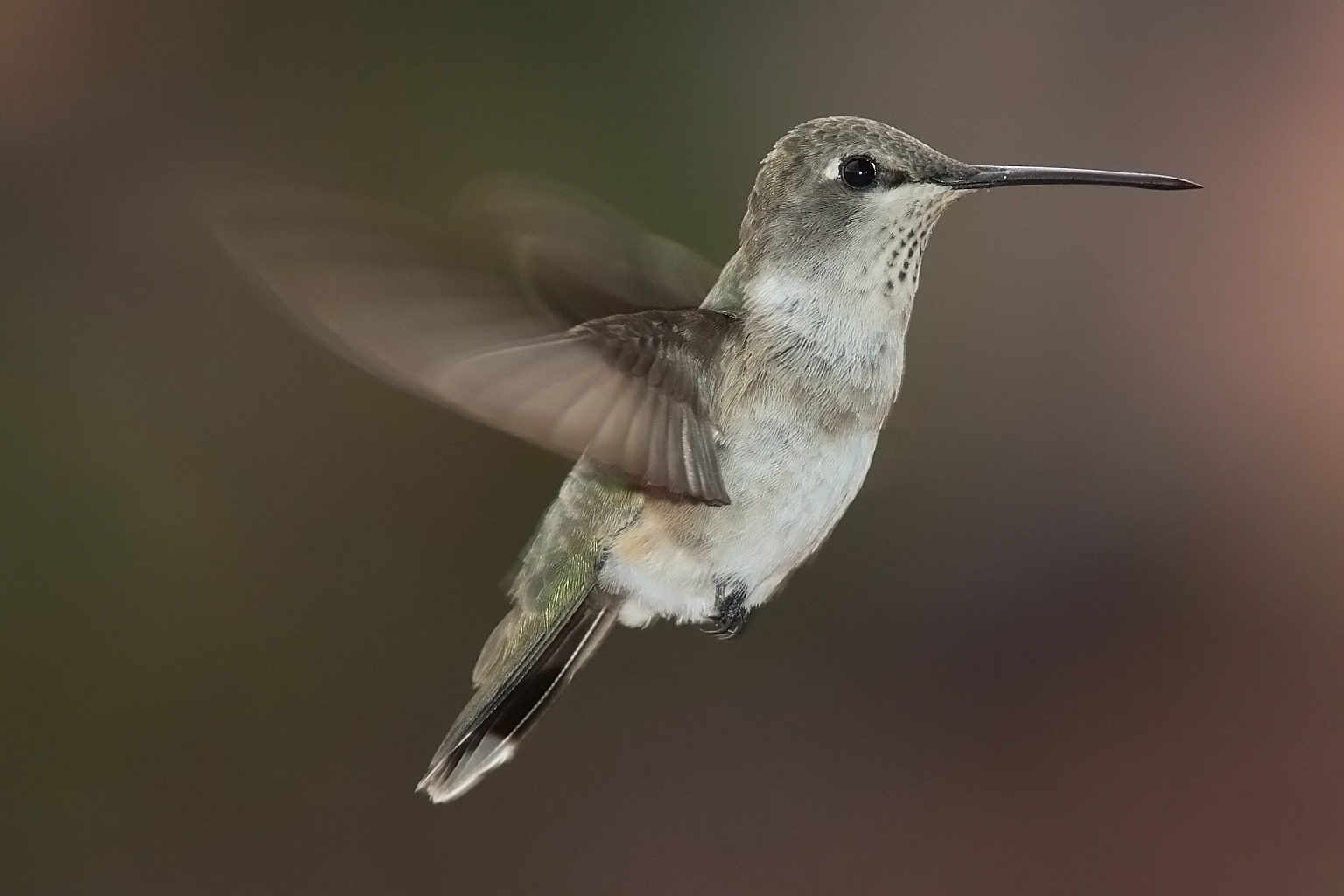
Colibri à gorge noire.
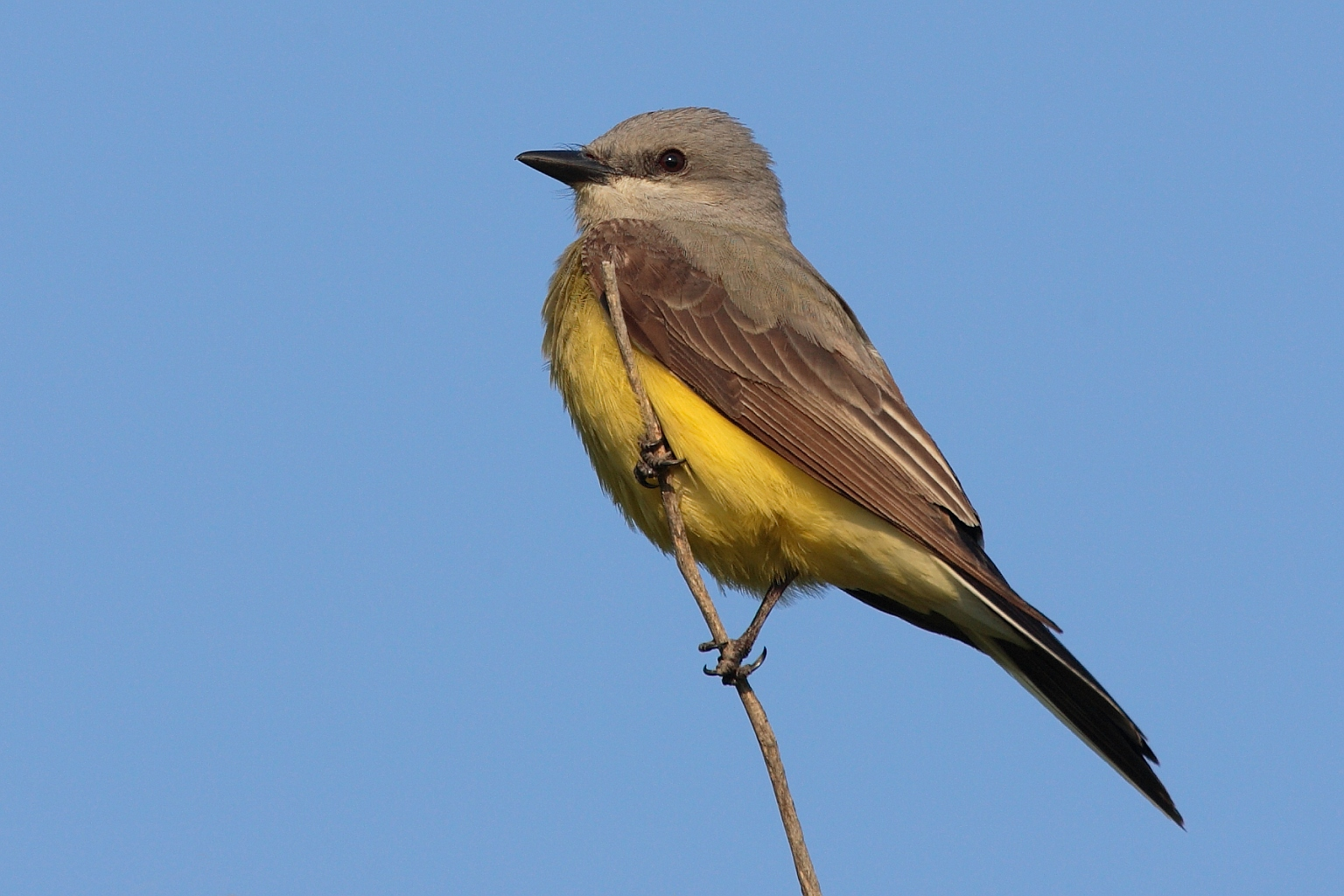
Tyran de l'Ouest.
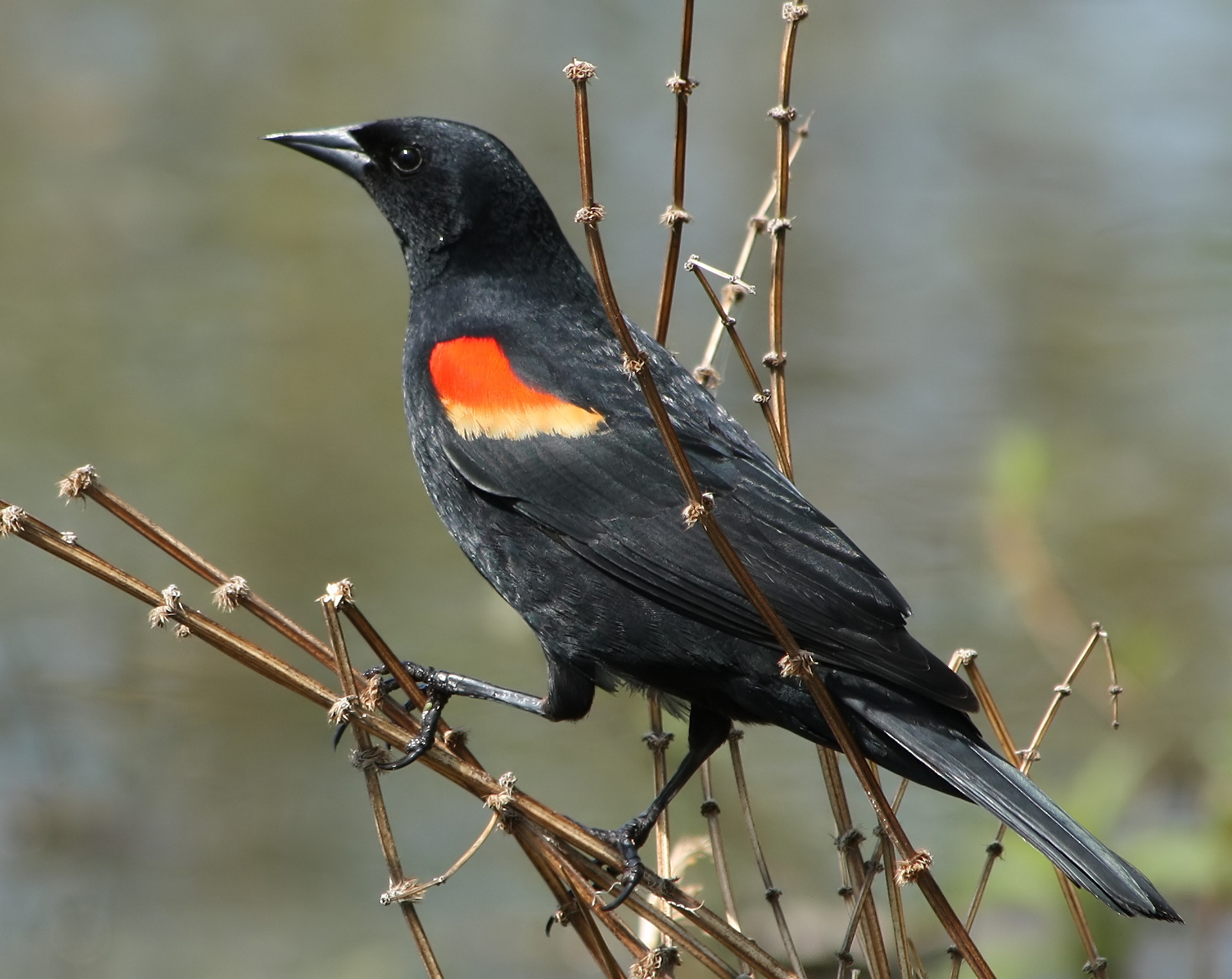
Carouge à épaulettes.

Le parc national abrite quelques espèces d'amphibiens dont la Salamandre tigrée ( Ambystoma tigrinum), le Crapaud du Grand Bassin (Scaphiopus intermontanus), le Pied-en-bêche occidental (Spea hammondii), le Crapaud boréal (Bufo boreas), le Crapaud de Woodhouse (Anaxyrus woodhousii), le Crapaud tacheté (Bufo punctatus), la Rainette faux-grillon de l'Ouest (Pseudacris triseriata) et la Grenouille léopard (Rana pipiens).
Les reptiles sont représentés par Cnemidophorus tigris, Sceloporus undulatus, le Lézard à flancs maculés (Uta stansburiana), le Lézard de Sagebrush (Sceloporus graciosus) et le Chuckwalla Sauromalus obesus. Les serpents les plus courants dans le parc sont la Couleuvre à nez mince (Pituophis catenifer) et Masticophis taeniatus. Parmi les serpents venimeux se trouve le Crotale de l'ouest (Crotalus oreganus),.

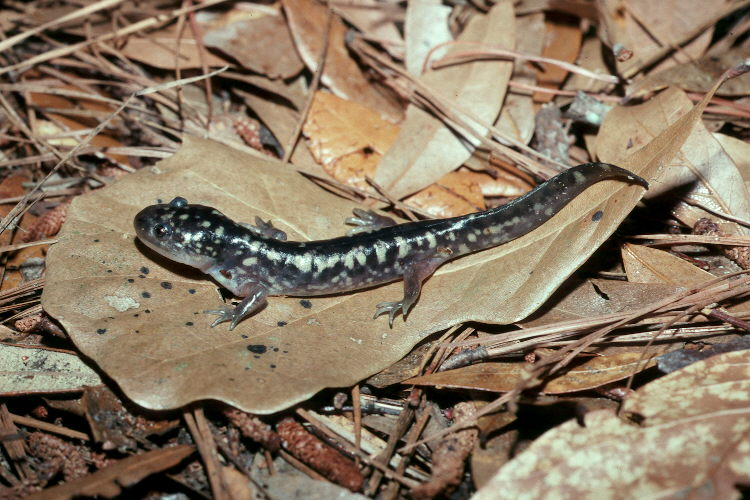
Salamandre tigrée.
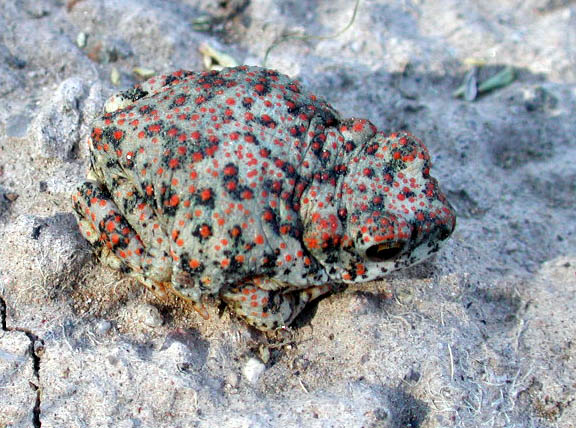
Crapaud tacheté.
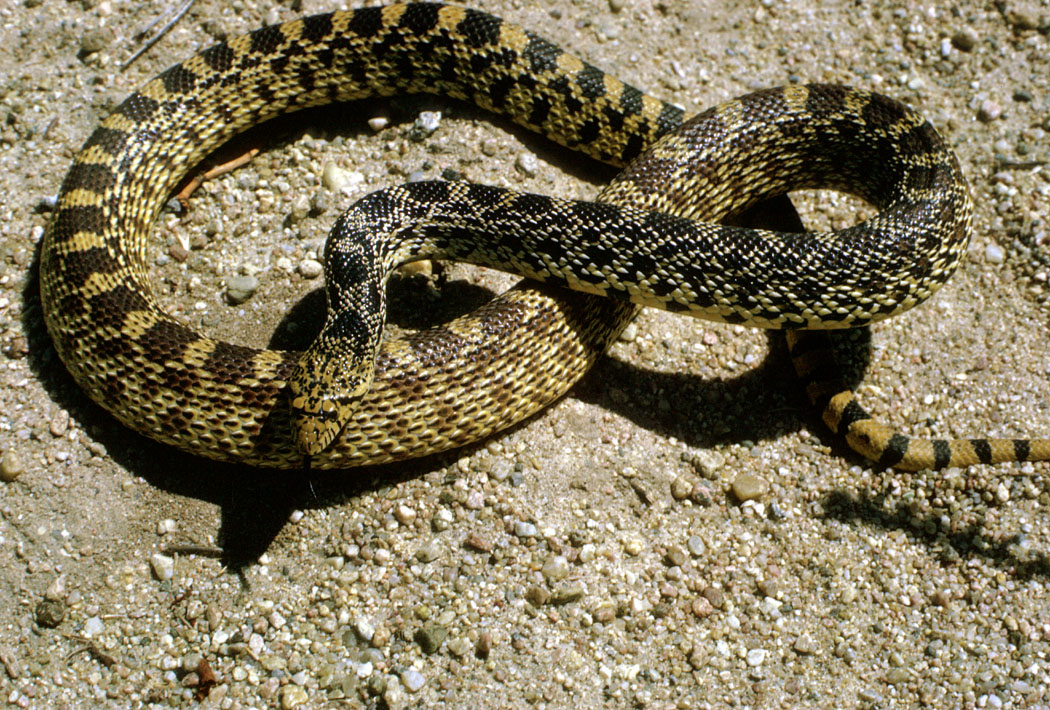
Couleuvre à nez mince.
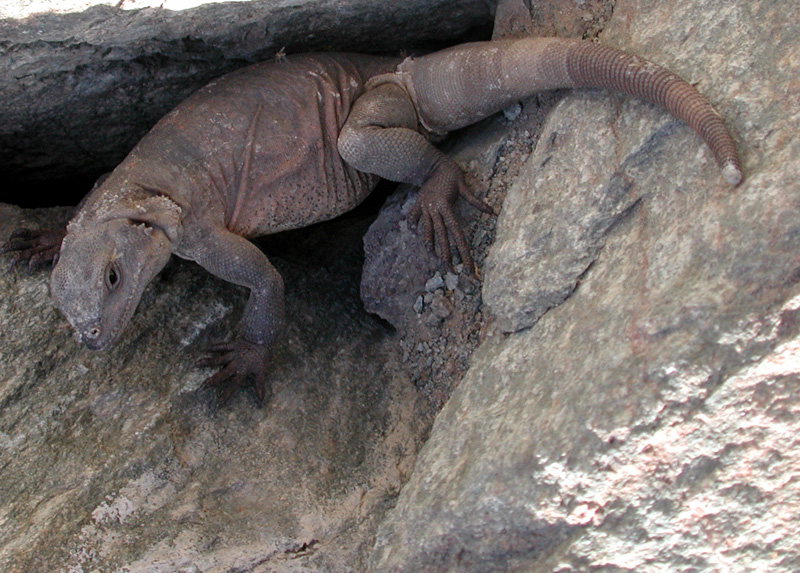
Chuckwalla.

Les poissons présents dans les cours d'eau du parc sont la Truite fario (Salmo trutta), la Truite arc-en-ciel (Salmo gairdneri), la Truitefardée (Salmo clarkii), l'Omble de fontaine (Salvelinus fontinalis), le Naseux moucheté (Rhinichthys osculus), le Méné de l'Utah (Gila atraria), le Méné rose (Richardsonius balteatus), le Poisson-chat commun (Ictalurus melas), le Crapet arlequin (Lepomis macrochirus), le Chabot tacheté (Cottus bairdi) et le Catostomus latipinnis (Catostomus latipinnis).

## Histoire

### Amérindiens

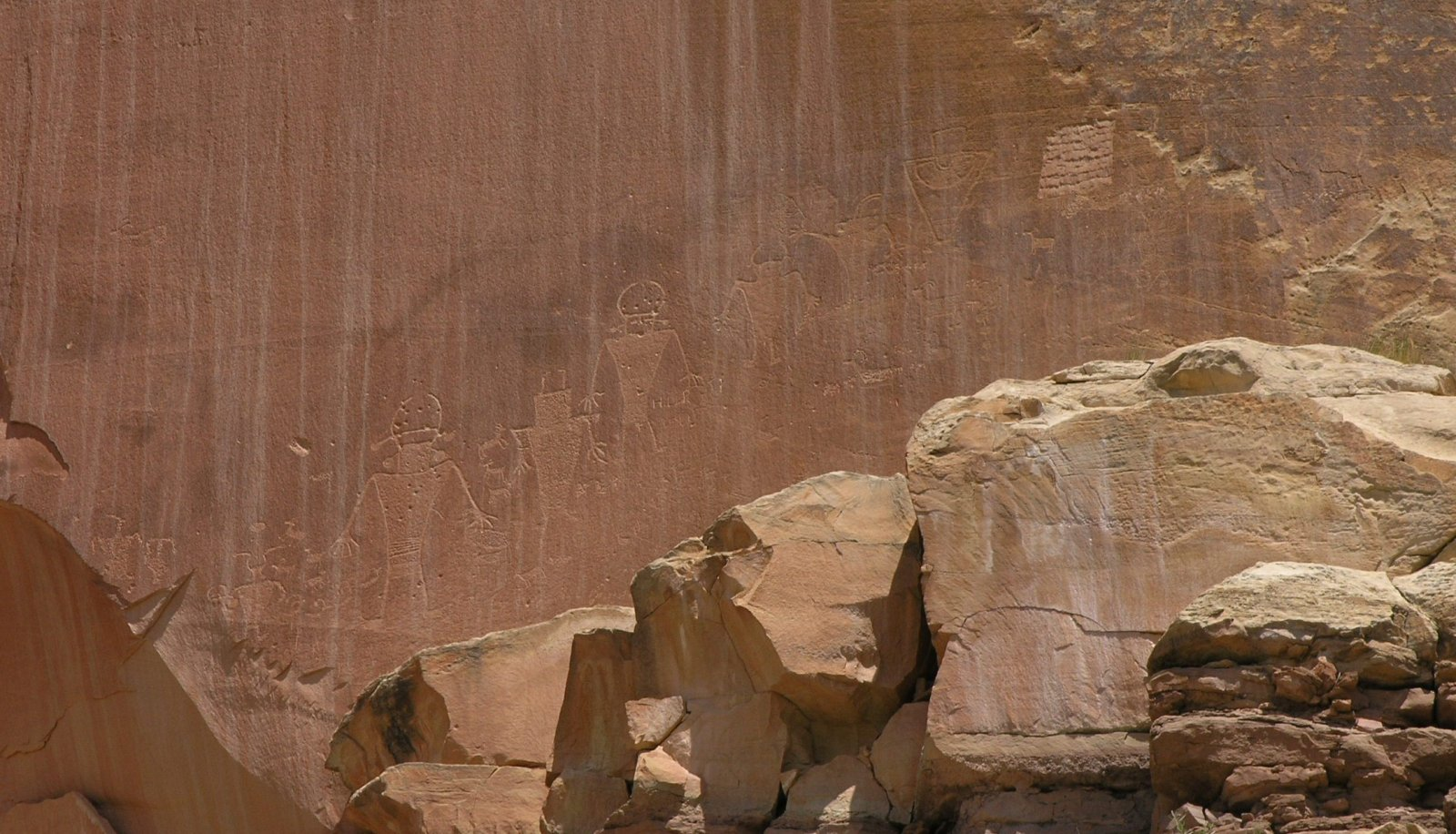
Des pétroglyphes visibles à l'intérieur du parc national.

La région est habitée par les Amérindiens de la culture Fremont du VIIe au XVIe siècle. Cette peuplade tire son nom de la rivière éponyme qui traverse la région où leurs premiers vestiges sont découverts. Vivant dans des habitations semi-troglodytes, la structure sociale se compose de seulement quelques familles. Ils se nourrissent de la cueillette et de la chasse mais améliorent leur alimentation en cultivant du maïs, la courge et le haricot tépari non loin de la rivière. Parmi les aliments comestibles de la région se trouvent des pignons, des graines de l'herbe Stipa hymenoides, des baies, des bulbes et des tubercules. Le maïs est moulu en farine sur une pierre plane à l’aide d’une autre pierre portative. Le gibier (cerfs, lapins, oiseaux) est chassé grâce à des atlatls, des arcs à flèches ou des collets. Les poissons étaient péchés avec des filets.
Ils se confectionnaient des chaussures à l’aide de fibres végétales locales provenant entre autres de Yucca mais aussi des mocassins grâce à la peau des pattes du gibier. Ils réalisaient des poteries en argile.
Ils réalisent des pictographes et des pétroglyphes sur des rochers pour représenter leur façon de vivre. Ces œuvres représentent également des animaux comme des cerfs, des oiseaux, des lézards et des serpents. Les archéologues n’ont pas de certitude pour expliquer la disparition des Frémonts dans la région. Certains pensent qu’ils immigrent vers d’autres régions à la suite par exemple de modifications des conditions climatiques. Par la suite, la région est parcourue par des peuplades nomades.
À l’arrivée des premiers européens, les Amérindiens nomades découverts dans la région appartiennent aux tribus Païutes et Utes.

### Européens

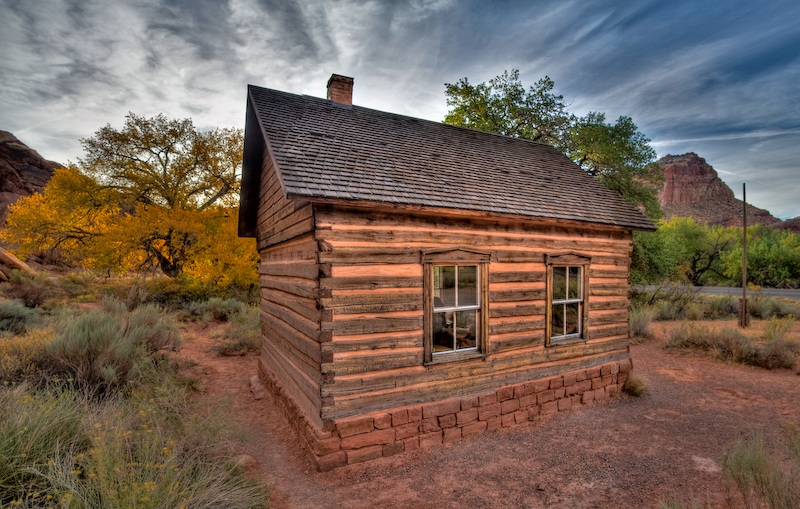
L'école de Fruita au milieu des vergers.

La colonisation européenne de la région ne débute qu’après 1875. C’est à cette époque que des Mormons s’installent pour y pratiquer l’agriculture en profitant de l’eau de la rivière Fremont. La première localité porte le nom de Junction car elle se situe à la jonction des cours d’eau Fremont et Sulphur Creek. Bien que la zone subisse diverses inondations, des vergers d’arbres fruitiers sont plantés et les mormons parviennent à vivre de leur travail. En 1902, la localité est renommée Fruita mais sa population ne dépasse jamais dix familles.
Ephraim Portman Pectol, un mormon vivant à proximité de Capitol Reef participe à la création de la zone protégée. Fasciné par les paysages du lieu et chasseur d’objets de la culture Frémont, il promeut la région avec l’aide de son beau-frère Joseph S. Hickman. Pectol est élu en 1933 au sein du gouvernement de l’Utah et il contacte rapidement le Président Franklin Delano Roosevelt pour que ce dernier appuie sa demande pour faire de la région un monument national.
Le 2 août 1937, le Président accorde à une zone de 152,6 km2 le statut de monument national sous le nom de Wayne Wonderland National Monument.
En 1943, le monument national est surveillé par une seule personne travaillant bénévolement pour le National Park Service. Ce n’est qu’après 1950, que ce garde reçoit son premier salaire. En 1958, le National Park Service dépêche une seconde personne en provenance du parc national de Zion. Cette année, le monument accueille près de 56 000 visiteurs.
Le National Park Service décide de racheter les terres des différents propriétaires mormons situés à l’intérieur de la zone protégée à la fin des années 1960. Depuis seules quelques constructions sont entretenues dans le but de préserver l’histoire de la région. Les vergers, qui comprennent environ 2 600 arbres, sont aussi toujours entretenus par le personnel du parc. Ils abritent de nombreux arbres fruitiers dont des pommiers, des cerisiers, des pruniers, des poiriers, des pêchers, des abricotiers et des noyers. Ces fruits peuvent être cueillis par les visiteurs qui doivent payer leur récolte en sortant des vergers.
Ce n’est que durant les années 1960 qu’un centre d’accueil et un campement sont construits pour les visiteurs. En 1967, le parc accueille 146 598 visiteurs et le personnel s’agrandit. En 1968, 870,3 km2 sont ajoutés au monument. La région obtient le statut de parc national le 18 décembre 1971 sous la législature du Président Richard Nixon.

## Gestion et administration

Logo du National Park Service.

Le parc national est administré par le service national des parcs (National Park Service) qui dépend du ministère de l'intérieur américain. Ce service national dispose d'un budget annuel total de 2,361 milliards de dollars (2005) et doit gérer au niveau national plusieurs zones protégées dont la superficie totale avoisine les 340 000 km2.
Le rôle du service national des parcs est de préserver et de protéger les ressources naturelles et culturelles. Le Congrès des États-Unis lui a conféré le titre d'agence fédérale lors de la ratification du National Park Service Organic Act le 25 août 1916. Selon cette loi, la mission du service est de promouvoir et de réguler l'utilisation des parcs nationaux en protégeant les paysages, la vie sauvage et les sites historiques en vue de les laisser intacts pour les générations futures. La chasse, l'exploitation minière et forestière ainsi que la collecte de ressources naturelles et culturelles sont illégales dans le parc. L'exploration et l'exploitation de pétrole ou de gaz naturel sont également interdites.
Chaque année, le parc accueille près de 1 200 000 visiteurs en dépit de son accessibilité limitée due à son éloignement des grands centres urbains. Il est géré par près de 50 agents du National Park Service dont le travail consiste à accueillir les visiteurs et à protéger le milieu naturel. Le milieu naturel est également protégé, notamment par la surveillance et la destruction des plantes indésirables non indigènes mais aussi dans l’entretien des vergers. Des séances de sensibilisation aux richesses du parc sont aussi proposées aux visiteurs ainsi qu'à de nombreuses écoles.

## Tourisme

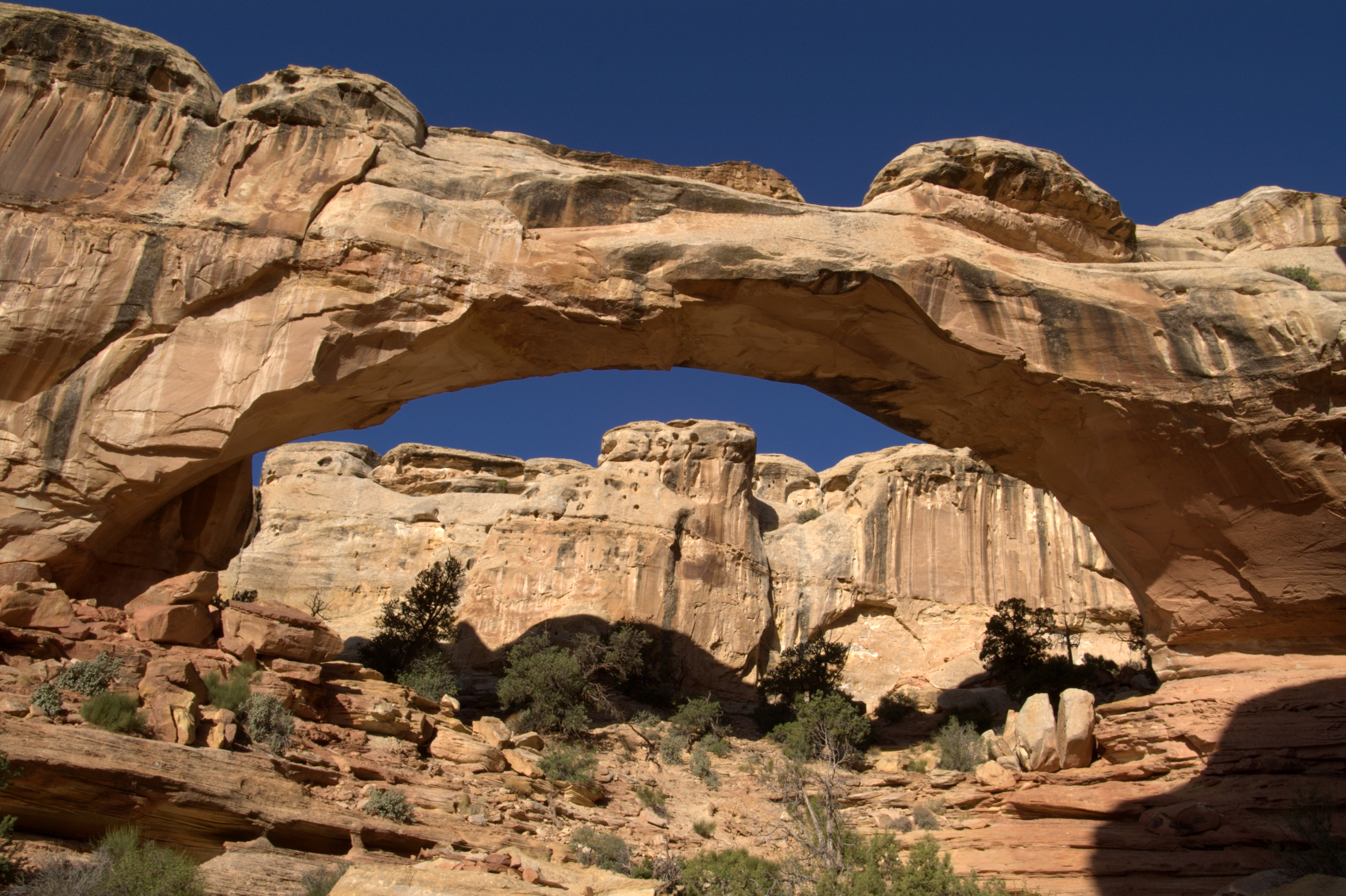
Hickman Natural Bridge, dans le Parc national.

Le parc, célèbre pour ses paysages colorés, attire près de 1 200 000 touristes chaque année. La fréquentation est inférieure aux parcs nationaux de la région ce qui peut s’expliquer par son plus grand éloignement par rapport aux grandes villes et aux autoroutes. Par exemple, le Grand Canyon accueille plus de six millions de visiteurs, Zion plus de quatre millions et Bryce Canyon plus deux millions. Le parc, accessible uniquement par la route, est ouvert tout au long de l'année, tout comme ses infrastructures, à l'exception de certains jours fériés.

### Accessibilité
Le plus proche aéroport international est situé à Las Vegas, à plus de 500 km. Les autres grands aéroports internationaux de la région sont situés à Salt Lake City et à Denver. Il n'existe pas de transport public menant au parc et la route est par conséquent le seul moyen pour s'y rendre. Le parc est accessible au départ des voies rapides Interstate 15 (qui relie Salt Lake City à Las Vegas) ou Interstate 70 (qui relie Denver à l’Interstate 15) grâce à la Utah State Route 24 qui le traverse d’est en ouest. Il est également possible de rejoindre le parc national de Bryce Canyon par la route touristique Utah State Route 12 qui débute juste à l’est du parc.

### Infrastructures
Dans le parc, l'hébergement n’est possible qu’au niveau de quelques campings. Des hôtels sont par contre présents en dehors du parc dans les petites localités avoisinantes dont l’économie dépend en partie du tourisme de Capitol Reef,.
Les rangers du parc informent et guident les touristes qui le souhaitent. Il est ainsi possible de visiter quelques anciennes habitations occupées par les mormons au niveau des vergers de Fruita. Lors de la saison des récoltes, les visiteurs peuvent récolter eux-mêmes des fruits contre rétribution. Les visiteurs du parc peuvent également s’adonner à l’escalade, au vélo, à la pêche et à la randonnée à cheval.
Le parc dispose de maints sentiers de randonnées classés selon la difficulté en fonction de leurs longueurs et du dénivelé à franchir. Parmi les faciles, le Capitol Gorge (2 km) permet de voir des poches d’eau au sein d’un canyon tandis que le Fremont River (2 km) permet de visiter les vergers. Le sentier menant au Hickman Natural Bridge est de difficulté moyenne (1,6 km), non pas par sa longueur mais pour la rudesse du dénivelé qui conduit à l’arche naturelle éponyme. Les sentiers les plus difficiles, comme celui qui mène à Cassidys Arch et le Navajo Knobs ont des longueurs supérieures à 2 km et des dénivelés à franchir compris entre 200 et 500 m.

### Environs
Le parc n'est bien souvent qu'une étape parmi d'autres pour les touristes. Le Sud de l'Utah et le Nord de l'Arizona présentent de nombreux sites touristiques. Dans cette région se trouvent ainsi la partie septentrionale du parc national du Grand Canyon, le parc national de Zion, le parc national de Bryce Canyon, le parc national des Canyonlands et le parc national des Arches. La route touristique américaine Utah State Route 12 qui relie Bryce Canyon à Capitol Reef est en elle-même une attraction. La nature est présente dans toute cette région peu habitée, notamment dans l'immense forêt nationale de Dixie. La région du lac Powell et sa Glen Canyon National Recreation Area offre de nombreuses possibilités de loisirs. En plus des parcs nationaux, la région de Capitol Reef abrite de nombreux monuments nationaux comme le Grand Staircase-Escalante, le Cedar Breaks, le Rainbow Bridge et le Vermilion Cliffs. Tous ces lieux ont été reconnus d'intérêt national pour leurs paysages naturels spécifiques, leurs richesses archéologiques, géologiques ou paléontologiques.

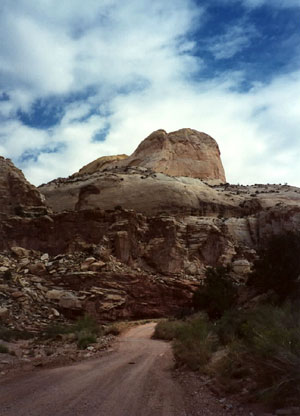
Rocher de grès blanc.
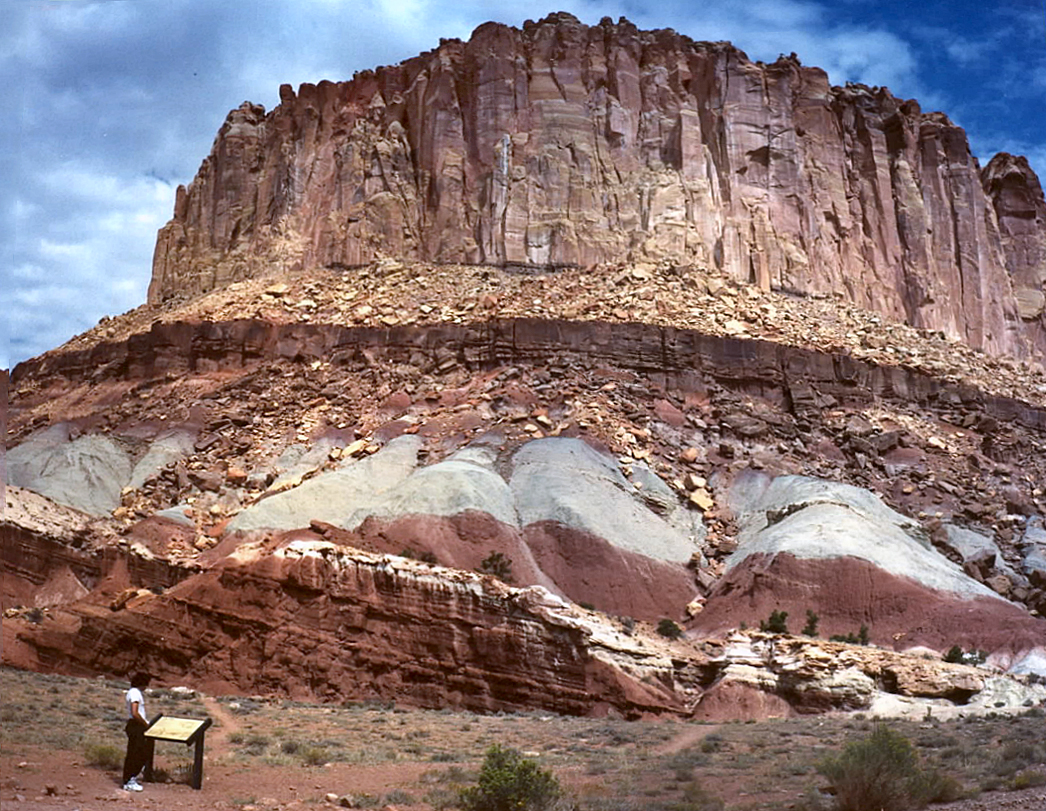
Tower and rock.